# ویلالبا (سیسیل)
ویلالبا (سیسیل) (به ایتالیایی: Villalba) یک کومونه در ایتالیا است که در استان کالتانیستا واقع شده‌است.

## خصوصیات
ویلالبا ۴۱٫۵ کیلومترمربع مساحت و ۱٬۸۵۲ نفر جمعیت دارد و ۶۲۰ متر بالاتر از سطح دریا واقع شده‌است.